# Kerian
Kerian is een district in de Maleisische deelstaat Perak.
Het district telt 180.000 inwoners op een oppervlakte van 960 km².